# Municipio de Stoney Creek (condado de Henry)
El municipio de Stoney Creek (en inglés, Stoney Creek Township) es un municipio ubicado en el condado de Henry, en el estado estadounidense de Indiana. Según el censo de 2020, tiene una población de 810 habitantes.

## Geografía
El municipio de Stoney Creek se encuentra ubicado en las coordenadas 40°2′54″N 85°15′59″O / 40.04833, -85.26639. Según la Oficina del Censo de los Estados Unidos, el municipio tiene una superficie total de 51.59 km², de la cual 50,02 km² corresponden a tierra firme y (3,05 %) 1,57 km² es agua.

## Demografía
Según el censo de 2010, había 817 personas residiendo en el municipio de Stoney Creek. La densidad de población era de 15,84 hab./km². De los 817 habitantes, el municipio de Stoney Creek estaba compuesto por el 98,16 % blancos, el 0,24 % eran afroamericanos, el 0,12 % eran amerindios y el 1,47 % eran de una mezcla de razas. Del total de la población el 0,12 % eran hispanos o latinos de cualquier raza.